# Dirk-Nowitzki-Statue (Dallas)
Die Dirk-Nowitzki-Statue ist ein von dem Bildhauer Omri Amrany geschaffenes, auf einem Sockel stehendes Standbild des deutschen  Basketballspielers Dirk Nowitzki (* 1978). Es befindet sich vor dem American Airlines Center, dem Spielort der Basketballmannschaft Dallas Mavericks in der texanischen Stadt Dallas in den USA. Die Statue befindet sich an dem ebenfalls nach dem Basketballspieler benannten Nowitzki Way, der zur Sportarena hinführt.

## Geschichte
2020 entschieden die Offiziellen des Vereins der Dallas Mavericks, ein Denkmal zu Ehren ihres ehemaligen Starspielers (Most Valuable Player) Dirk Nowitzki zu errichten und beauftragte den amerikanischen Bildhauer Omri Amrany mit der Ausführung. Die Statue wurde am 25. Dezember 2022 im Beisein von Dirk Nowitzki vor einer Menge von Fans und Spielern, darunter Luka Doncic und dem ehemaligen Teamkollegen Shawn Marion vom Mavericks-Besitzer Mark Cuban mit Hilfe von Nowitzkis Sohn Max enthüllt.

## Beschreibung
Die etwas über sieben Meter hohe, aus Bronze gefertigte Statue zeigt Nowitzki bei seinem typischen One Leg Fadeaway. Dabei sprang Nowitzki beim Ballwurf zurück und hielt mit einem Bein das Gleichgewicht. Die Bronzestatue ist farblich angelegt, wobei die Spielkleidung eine weiße Farbe zeigt. Auf dem Trikot ist der Name Dallas und darunter die Zahl 41 zu erkennen, die von Nowitzki stets getragene Nummer. Als Text auf dem Sockel wählte Nowitzki einen Satz mit 21 Buchstaben, passend zu seinen 21 Spielzeiten bei den Mavericks: Loyalty never fades away (Loyalität vergeht nie).